# Thu Tiểu cung

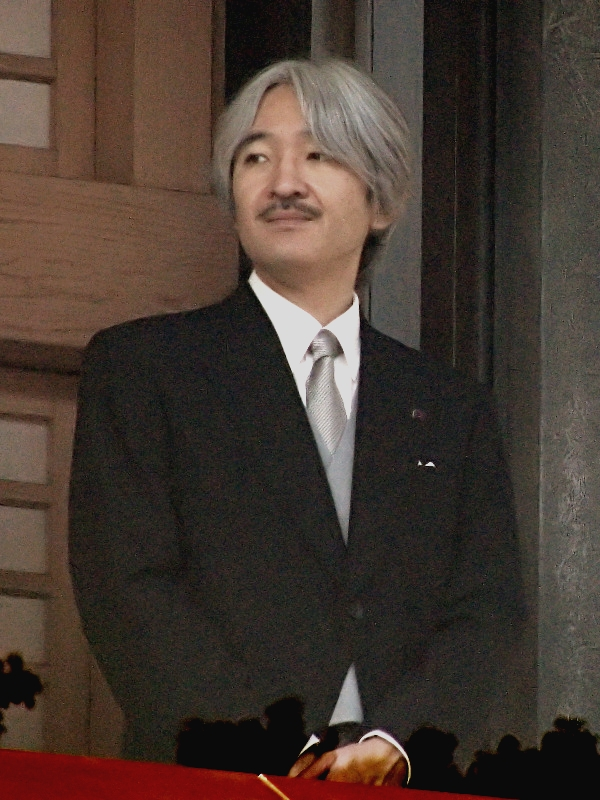
Thân vương Fumihito, người đứng đầu Thu Tiểu cung.

Thu Tiểu cung (Kanji: 秋篠宮; Akishino-no-miya) là một nhánh trong Hoàng thất Nhật Bản với người đứng đầu là Thân vương Fumihito.
Nhánh này được thành lập năm 1990 sau đám cưới của Thân vương Fumihito và Thân vương phi Kiko với sự đồng ý của Hội đồng Hoàng gia.

## Các thành viên

### Đứng đầu
- Thân vương Fumihito (sinh ngày 30 tháng 11 năm 1965)

### Thành viên
- Thân vương phi Kiko (sinh ngày 11 tháng 9 năm 1966)   
  - Nội Thân vương Kako (sinh ngày 29 tháng 12 năm 1994)
  - Thân vương Hisahito (sinh ngày 6 tháng 9 năm 2006)

Komuro Mako, con gái cả của Thân vương Fumihito, từng là một thành viên của nhánh này, nhưng cô đã từ bỏ tước vị và rời khỏi hoàng gia sau khi kết hôn với Komuro Kei.